# Edmond Savard
 (novembre 2024).
Edmond Savard (1862-1925) était un médecin et homme politique canadien français.

## Biographie
Né aux Éboulements le 26 octobre 1862, il est le fils de Hilas Savard, navigateur, et de Démérise Tremblay. Il entre au séminaire de Chicoutimi en 1873 pour y entreprendre ses études classiques. Par la suite, il s’engagea dans le 9e régiment des Voltigeurs de Québec et participe à la campagne du Nord-Ouest en 1885.
Il entre ensuite à l’Université Laval pour commencer des études médicales. Il est diplômé en médecine en 1889 et épouse Éva Robitaille, fille d'Isidore Robitaille armateur de Québec. Il exerce sa profession à Chicoutimi à l’Hôtel-Dieu Saint-Vallier. 
Il devient conseiller municipal à Chicoutimi pour trois termes et occupe la fonction de maire de 1903 à 1906. Par la suite, il est élu député fédéral du comté de Chicoutimi de 1919 à 1925, année de son décès.
Son frère, Paul Vilmond Savard, est également député fédéral de Chicoutimi—Saguenay.